# Это мой Буш!
Это мой Буш! (англ. That's My Bush!) — сатирический ситком, повествующий о жизни президента США Джорджа Буша, его жены Лоры и людей из его окружения. Создатели сериала — авторы мультсериала «Южный Парк» Мэтт Стоун и Трей Паркер. Сериал демонстрировался на Comedy Central с апреля по июнь 2001 г. Название сериала двусмысленно: «Bush» может значить не только имя президента, но и сленговое название лобковых волос.

## Сюжеты
Сюжет каждого эпизода сериала сконцентрирован на вымышленной личной жизни президента Джорджа Буша, роль которого исполняет Тимоти Боттомс, позже сыгравший президента в телефильме DC 9/11. Также среди главных героев находится двое реальных людей из окружения Буша — Лора Буш в исполнении Кэри Куинн Долин и Карл Роув в исполнении Курта Фуллера. Другие персонажи основаны на той же идее, что и сюжеты серий в целом, — они пародируют шаблонных героев традиционных американских ситкомов: это глуповатая секретарша Принцесса (Кристин Миллер), всезнающая домработница Мэгги (Марсия Уоллес) и чокнутый, но всегда готовый чем-нибудь помочь сосед Белого дома Ларри (Джон Д'Аквино).
Каждый эпизод кончается произнесением Бушем фразы: «Однажды, Лора, я ударю тебя по лицу!» (англ. One of these days Laura, I'm gonna punch you in the face!), что является пародией на слова Джеки Гленсона из популярного ситкома «Новобрачные» — «Однажды, Элис… Бабах, вперёд! Прямо на Луну!» (англ. One of these days, Alice ... Bang, zoom! Right to the moon!). В каждом эпизоде так или иначе затрагиваются такие темы, как аборты, контроль над оружием, наркотики, смертная казнь. Тем не менее, как правило, в эпизодах не высказывается, какой точки зрения могут придерживаться авторы — зло высмеиваются все стороны конфликта. Одновременно с издевательством над политикой США в сериале высмеиваются принципы и штампы традиционных ситкомов 1960—1970-х гг. Как говорили сами Паркер и Стоун в DVD-комментариях к эпизоду «Eenie Meenie Miney Murder», они просто составили два списка — политических проблем и штампов из ситкомов — и сопоставляли, какой пункт из первого списка и какой пункт из второго можно соединить.

## Персонажи

Главные герои сериала.

- Джордж Буш (Тимоти Боттомс) — президент США; он не особенно справляется со своими обязанностями, туповат, невежественен и забывчив. Обычно он не находит времени поговорить со своими близкими (помимо жены, у него есть дочери-близнецы), однако в конце концов, когда из-за нежелания поговорить с Лорой какая-нибудь ситуация выходит из под контроля, они с Лорой говорят по душам (именно эти разговоры заканчиваются фразой: «Я ударю тебя по лицу»). Образ Буша является пародией на стереотипного главного героя ситкомов и напоминает Гомера Симпсона[1].
- Лора Буш (Кэри Куинн Долин) — с давних времён жена и самый лучший друг президента. Обычно она хочет добиться от него большего внимания, когда он полностью концентрируется на тех или иных государственных делах.
- Карл Роув (Курт Фуллер) — правая рука президента; он, по большому счёту, руководит большей частью его решений. Он очень консервативен, что часто приводит к спорам с Ларри. Карл иногда стирает приходящие президенту недовольные письма от лидеров других стран, чтобы не расстраивать его. В эпизоде «Trapped In A Small Environment» появляется жена Карла, Дженет Роув, где она помогает ему разобраться с проблемой. Появляется в сериале и дочь Карла, которая скучает по своему вечно отсутствующему отцу.
- Мэгги Хоули (Марсия Уоллас) — лучшая подруга Лоры Буш. Она работает домработницей в Белом доме уже очень давно, при множестве президентов. Мэгги не особенно любит Джорджа из-за его тупоумия и порой издевается над его неуклюжими попытками объясниться с женой.
- Принцесса Стивенсон (Кристин Миллер) — глупая, но красивая блондинка, секретарша президента, составляющая его рабочий график. В общем, она справляется со своей работой, хотя иногда и способна перепутать карманный компьютер с детской игрой, а также иногда не понимает некоторых деталей устройства и управления государством. Она пыталась использовать таблетки, чтобы улучшить память, и никогда не вступает в серьёзные отношения.
- Ларри О’Ши (Джон Д'Акуино) — сосед президента, ведущий себя в Белом доме развязно и непринуждённо. Ларри иногда высказывает либеральные взгляды, что контрастирует с консерватизмом президента; этот контраст иногда помогает Джорджу принять лучшее решение и сделать правильные выводы. Также Ларри помогает Джорджу вернуть пост президента, когда тот теряет его из-за Дика Чейни.
- Другие персонажи: офицер Смайли (Крис Боркович, появляется в двух эпизодах); Чарлтон Хестон (Боб Легионайре, появляется в двух эпизодах); экскурсовод (Тодди Уолтерс, появляется в двух эпизодах).

## История шоу

### Появление
Начало проекта совпадает с выборами президента в 2000 г.; Паркер и Стоун, будучи абсолютно уверенными, что победит Эл Гор, начали обдумывать сериал под названием Everybody Loves Al (Все любят Эла). Когда результаты выборов были объявлены, проект переименовался в That’s My Bush! В последней серии, когда Дик Чейни смещает Буша на посту президента, звучит песня That’s My Dick! (также каламбур — «Dick» является не только именем, но и просторечным названием пениса, русский аналог — член).

### Участие Паркера и Стоуна
Несмотря на то, что Паркер и Стоун являлись создателями идеи и сценариев сериала, они не участвовали в съёмке серий непосредственно; единственным их вкладом стало озвучивание нескольких персонажей и заглавная песня «That’s My Bush!», исполненная их группой DVDA.

### Закрытие шоу
Несмотря на то, что шоу очень хорошо рекламировалось, по мнению работников студии, цена выпуска каждого эпизода (около $700.000) не соответствовала рейтингам. В рамках программы по закрытию целого ряда телешоу Comedy Central приняли решение не продолжать выпуск «That’s My Bush!» Были разговоры о выпуске полнометражного спин-оффа на основе сериала, названного George W. Bush and the Secret of the Glass Tiger (Джордж У. Буш и секрет стеклянного тигра); Паркер и Стоун предлагали проект студиям Paramount и DreamWorks, однако получили отказ.

### Появление вSouth Park
Уже после закрытия шоу все его персонажи, изображённые в манере «Южного Парка», появились в этом шоу Паркера и Стоуна. Эта серия, «Суперлучшие друзья», вышла 4 июля 2001 года. Сцена начинается титром «А тем временем в Белом доме»; мы видим Джорджа, Лору, Карла, Принцессу и Мэгги стоящими и говорящими о проблемах, которые создаёт опасный культ «блейентология» (ему посвящён эпизод). Входит Ларри и говорит: «Эй, Буш, дружище, как дела?» Это первое появление Буша в этом сериале.

### DVD-релиз
DVD, на которые вошли все серии и мини-комментарии создателей и участников шоу, вышли в Северной Америке 24 октября 2006 г.